# Ordosmens
De Ordosmens, ook wel Ordostand, Hetaomens is de naam van een laatpaleolitisch fossiel welke in 1922 en 1923 te Xarusgol (nu in het zuidoosten van de Ordosprefectuur in de vendel Uxin van Binnen-Mongolië, Volksrepubliek China) door de Franse jezuïeten Émile Licent en Pierre Teilhard de Chardin gevonden werd. 
Later onderzoek stelde vast dat het een laterale bovenste blijvende snijtand van een zeven tot acht jaar oud individu betrof. De tand is sterk spadevormig, hetgeen vaker voorkomt bij fossielen uit die periode maar ook karakteristiek is voor de huidige Oost-Aziaten en oorspronkelijke Amerikanen.
De tand werd door De Chardin als behorend tot een vroeg-moderne mens (Homo sapiens) uit het Laat Pleistoceen en Middenpaleolithicum geïnterpreteerd. De bijbehorende archeologische cultuur werd als ordosien bekend. Andere onderzoekers identificeerden tand en cultuur als afkomstig van een late Homo erectus, de neanderthaler (wat het de meest oostelijke vindplaats van deze mensensoort zou maken). Door met name Chinese onderzoekers wordt de Ordosmens vaak als directe voorouder van de moderne Oost-Aziaten genoemd. 
De vondst werd later tot de periode 50.000 tot 35.000 jaar BP gedateerd, en meer recent tot het Eemien (126-116.000 BP) of Weichselien (116.000 tot 11.700)
In 1956 en 1978-80 werden er nog tientallen delen van schedels, tanden en diverse beenderen gevonden die aan de Ordosmens werden toegeschreven. De datering en identificatie van deze latere vondsten wordt echter als onzeker beschouwd. Recente C14-datering van een dijbeen toonde bijvoorbeeld dat het niet meer dan 200 jaar oud was.